# Le Vagabond (série télévisée, 1979)
Cet article concerne la série télévisée de 1979. Pour la série télévisée de 1963, voir Le Vagabond.
Pour les articles homonymes, voir Le Vagabond.
Le Vagabond (The Littlest Hobo) est une série télévisée canadienne en 114 épisodes de 25 minutes, créée par J.A. Gaudet et William Keys et diffusée entre le 11 octobre 1979 et le 7 mars 1985 sur le réseau CTV.
En France, la version en français de la série a été diffusée à partir du 21 décembre 1981 sur TF1 dans l'émission Les Visiteurs de Noël, puis dans Croque-Vacances, et au Canada à partir du 21 juin 1982 à la Télévision de Radio-Canada.

## Origine
La série est adaptée d'un film de 1958,The Littlest Hobo réalisé par Charles R. Rondeau. Une première série avait été tournée en 1963-1965 et en noir et blanc : Le Vagabond.

## Synopsis
Cette série met en scène un chien (un berger allemand à masque inversé) qui va de ville en ville et aide les gens qu'il rencontre, avant de disparaître à la fin de chaque épisode, à la manière de Lucky Luke dans ses albums.
Le concept est vaguement similaire à celui de Lassie ou de Rin Tin Tin, le destin du Vagabond étant de se lier d'amitié avec ceux qui ont besoin d'aide. Mais ce chien tient mordicus à sa liberté, aussi résiste-t-il aux tentatives d'adoption des personnes auxquelles il a prêté son secours.

## Fiche technique
- Titre original : The Littlest Hobo
- Titre français : Le Vagabond
- Réalisateur : J.A. Gaudet et William Keys
- Scénaristes :
- Musique : Terry Bush
  - Chanson thème : Le Vagabond, interprétée par le chanteur québécois Gilles Rivard
- Production : Mario Azzopardi et Jan Darnly-Smith
- Sociétés de production :
- Pays d'origine : Canada
- Langue : anglais
- Format : couleur - 1.33 : 1 - Son : Mono
- Genre : drame animalier
- Durée : 25 minutes
- Nombre d'épisodes : 114 (6 saisons)
- Dates de première diffusion : 
  - Canada : 11 octobre 1979
  - France : 21 décembre 1981

## Distribution
De nombreux acteurs célèbres ont fait une apparition au fil des épisodes, parmi lesquels :
- Alan Hale
- DeForest Kelley
- Henry Gibson
- Dorothy Malone
- Mike Myers
- Megan Follows
- Matt Craven
- Gary Merrill
- Michael Wincott
- Andrew Prine
- Patrick MacNee
- Lynda Day George
- Monte Markham
- Clarence Williams III
- Nehemiah Persoff
- Simon Oakland
- Lloyd Bochner
- John Carradine
- Barbara Williams
- John Pyper-Ferguson
- Michael Ironside
- Vic Morrow
- Barry Morse
- Nicholas Campbell
- Anne Francis
- Henry Jones
- Carol Lynley
- Martin Milner
- Cameron Mitchell
- Leslie Nielsen
- Donnelly Rhodes
- Saul Rubinek
- John Vernon
- Abe Vigoda
- Keenan Wynn
- Edward Albert
- Wendy Crewson
- John Ireland
- James MacArthur
- Sonja Smits
- Donald O'Connor
- Joanna Pettet
- Ray Walston
- Lawrence Dane
- Gary Farmer
- Jessica Steen
- Don Francks
- August Schellenberg
- Michael Hogan
- Stephen Young
- Wayne Robson
- Tony Rosato
- Clark Johnson
- Al Waxman
- Paul Burke
- Clifton Davis

## Épisodes
L'intégralité des épisodes a été doublée en français canadien.

### Première saison (1979-1980)
1. Fumée (Smoke) avec Monte Markham
2. Chasse à l'homme (1/2) (Manhunt [1/2]) avec Andrew Prine
3. Chasse à l'homme (2/2) (Manhunt [2/2]) avec Andrew Prine
4. L'ange gardien (The Defector) avec Paul Burke
5. Les deux font la paire (Double Trouble) avec Barry Morse
6. Le détective privé (Silent Witness) avec Vic Morrow
7. Les Terroristes (Target for Terror) avec John Carradine
8. L'Héritage (Heritage) avec Lynne Griffin
9. Une petite fille perdue (Little Girl Lost) avec Lynda Day George
10. La Chaise Roulante (Boy on Wheels) avec Clarence Williams III
11. La Doublure (Stand-In) avec Alan Hale Jr.
12. Second départ (Second Chance) avec Michael Cole
13. Le Van Gogh (Big Al and Sam Strawberry) avec Sheldon Leonard
14. Les Feux de la rampe (Give My Regards to Broadway) avec Eric House
15. Pour la dernière fois (The Last Job) avec Tony Rosato
16. Lancer-frapper (Snapshot) avec Tom Butler
17. Le Vol des fourrures (The Million Dollar Fur Heist) avec Abe Vigoda
18. Pur comme le diamant (Diamonds Are a Dog's Best Friend) avec Patrick Macnee
19. Romiette et Julio (Romiet and Julio) avec Leslie Nielsen et Anne Francis
20. La Cavale (Escape) avec Saul Rubinek
21. L'Ange Gardien (Guardian Angel) avec Nehemiah Persoff et Dorothy Malone
22. Le Psychodrame (The Pied Piper) avec August Schellenberg
23. Willy et Kate (Willie and Kate) avec Gary Merrill
24. Autres aventures de Willy et Kate (The Further Adventures of Willie and Kate) avec Gary Merrill

### Deuxième saison (1980-1981)
1. Au-delà de l'infini (The Balloonist)
2. Le Vieil Homme et la bague (Duddleman and the Diamond Ring)
3. Le Génie (Guinea Pig)
4. Le Braconnier (Trapper)
5. Les Perles (The Pearls)
6. La roue tourne (Carnival of Fear)
7. Le Fantôme du zoo (Mystery at the Zoo)
8. Le Chien de mer (Sailing Away)
9. La Chasse (The Hunt)
10. Le Chien fantôme (Fast Freddie)
11. Les Démolisseurs (Licence to Steal) avec Clifton Davis
12. Photos-choc (Portrait of Danger)
13. L'Éléphant blanc (Ghost Rig)
14. Mesdames, Messieurs, Joey Jackson (Here's Joey Jackson)
15. Le Fugitif (Runaway)
16. Le Bon Côté des anges (East Side Angels)
17. Envoûtement (Mystique)
18. Histoire de pêche (The Trail of No Return)

### Troisième saison (1981-1982)
1. Nez à nez (Photo Finish)
2. Le Monstre du bois de l'île (The Secret of Red Hill)
3. La Chasse au loup (Wolf Hunt)
4. Titre français inconnu (The Day of the Fugitive)
5. Titre français inconnu (Suspect)
6. Jeux de guerre (War Games)
7. Le Héros (The Hero)
8. Les Revenants (Hidden Room)
9. En avant la musique (Fussin' and Fightin')
10. Le Médaillon (The Locket)
11. L'Aviateur (Airport)
12. La Boîte à musique (Music Box)
13. Courrier du cœur (Mail Order Bride)
14. Adieu au cirque (The Clown)
15. L'Enfer de Dante (Once Upon a Tyme)
16. Le Langage des bêtes (A Special Friend)
17. Le Grand Saut (Forget Me Not)
18. L'habit ne fait pas le moine (Rex Badger P.I.)

### Quatrième saison (1982-1983)
1. Napoléon (Napoleon)
2. La Maison des autres (Home Free)
3. Retour à la nature (Back to Nature)
4. Le Testament (The Imaginative Invalid)
5. Les Inséparables (Finders Keepers)
6. L'Anniversaire (Happy Birthday Mom)
7. L'Esprit du tonnerre qui gronde (The Spirit of Thunder Rock [1/3])
8. L'Esprit du tonnerre qui gronde (The Spirit of Thunder Rock [2/3])
9. L'Esprit du tonnerre qui gronde (The Spirit of Thunder Rock [3/3])
10. La Rage (Rabies)
11. Jour d'angoisse (Day for Fright)
12. Alerte au gaz (Trooper)
13. Le Trait-d'union (The Loneliest Day of the Week)
14. Frères et maîtres (Double Vision)
15. Qui perd gagne (Winner Take All)
16. Le Trésor caché (Small Pleasures)
17. Les Cinq travaux d'Hercule (The Five Labours of Hercules [1/2])
18. Les Cinq travaux d'Hercule (The Five Labours of Hercules [2/2])

### Cinquième saison (1983-1984)
1. Les Chiens policiers (Rookie)
2. La Chasse aux trésors [1/2] (Scavenger Hunt [1/2]')
3. La Chasse aux trésors [2/2] (Scavenger Hunt [2/2])
4. Le Regards intérieur (Second Sight)
5. Le Routier (Trucker)
6. Les Chiens de course (Born to Run)
7. Le Marchand d'armes (Tempest Probe)
8. Les Bûcherons (Lumberjacks)
9. Les Faucons (Passage)
10. Les Naufragés du Nord [1/2] (Sartech [1/2])
11. Les Naufragés du Nord [2/2] (Sartech [2/2]')
12. Les Monstres (Dragonslayer)
13. Le Brontosaure [1/2] (The Genesis Tapes [1/2])
14. Le Brontosaure [2/2] (The Genesis Tapes [2/2])
15. Musique ancienne (Ghost Station)
16. L'Été des indiens (Indian Summer)
17. Les Pommes de discorde (Applejack)
18. Le Loup et l'agneau (Sheep in Wolf's Clothing)

### Sixième saison (1984-1985)
1. Le Champion (Second Best)
2. Les Singes de Bah Roghar [1/2] (Three Monkeys of Bah Roghar [1/2])
3. Les Singes de Bah Roghar [2/2] (Three Monkeys of Bah Roghar [2/2])
4. Le Rodéo (Rodeo)
5. Le Héros (One Door Closes)
6. Le Cascadeur (Lucky)
7. Arrivederci Roma (Arrivederci Roma)
8. Le Bon Pasteur (The Good Shepherd)
9. Le Cupidon (Matchmaker)
10. L'Emprise du feu (Firehorse [1/2])
11. L'Emprise du feu (Firehorse [2/2])
12. L'Enfant prodigue (Prodigal Son)
13. Pilote d'occasion (Torque)
14. Bas les masques (Small Change)
15. Titre français inconnu (Voyageurs [1/2])
16. Titre français inconnu (Voyageurs [2/2])
17. Le Menteur (Liar, Liar)
18. La Boîte de Pandore (Pandora)